# Ipa Panchakanya
Ipa Panchakanya – gaun wikas samiti w środkowej części Nepalu w strefie Narajani w dystrykcie Makwanpur. Według nepalskiego spisu powszechnego z 2001 roku liczył on 446 gospodarstw domowych i 2658 mieszkańców (1291 kobiet i 1367 mężczyzn).